# Водяная Балка (Раздольненское сельское поселение)
Водяна́я Ба́лка — хутор в Кущёвском районе Краснодарского края.
Входит в состав Раздольненского сельского поселения.

## География
Расположен в балке Водяная и в балке Секей ( притоки реки Большой Эльбузд ) .

## Население
| 2002 | 2010 |
| ---- | ---- |
| 271  | ↘214 |

## Улицы
На хуторе имеются две улицы: ул. Громкая и ул. Красная.